# Desanha
Desanha (en francès Désaignes) és un municipi francès situat al departament de l'Ardecha i a la regió d'Alvèrnia-Roine-Alps. L'any 2007 tenia 1.164 habitants.

## Demografia

### Població
El 2007 la població de fet de Désaignes era de 1.164 persones. Hi havia 486 famílies de les quals 166 eren unipersonals (91 homes vivint sols i 75 dones vivint soles), 142 parelles sense fills, 146 parelles amb fills i 32 famílies monoparentals amb fills.
La població ha evolucionat segons el següent gràfic:
Habitants censats

### Habitatges
El 2007 hi havia 881 habitatges, 505 eren l'habitatge principal de la família, 331 eren segones residències i 46 estaven desocupats. 795 eren cases i 81 eren apartaments. Dels 505 habitatges principals, 390 estaven ocupats pels seus propietaris, 101 estaven llogats i ocupats pels llogaters i 14 estaven cedits a títol gratuït; 6 tenien una cambra, 44 en tenien dues, 115 en tenien tres, 140 en tenien quatre i 200 en tenien cinc o més. 326 habitatges disposaven pel capbaix d'una plaça de pàrquing. A 212 habitatges hi havia un automòbil i a 221 n'hi havia dos o més.

### Piràmide de població
La piràmide de població per edats i sexe el 2009 era:
| Homes | Edats   | Dones |
| ----- | ------- | ----- |
| 0     | 95 o +  | 0     |
| 4     | 90 a 94 | 4     |
| 8     | 85 a 89 | 12    |
| 16    | 80 a 84 | 12    |
| 32    | 75 a 79 | 40    |
| 24    | 70 a 74 | 36    |
| 28    | 65 a 69 | 28    |
| 44    | 60 a 64 | 40    |
| 24    | 55 a 59 | 48    |
| 28    | 50 a 54 | 32    |
| 28    | 45 a 49 | 20    |
| 48    | 40 a 44 | 40    |
| 52    | 35 a 39 | 48    |
| 44    | 30 a 34 | 44    |
| 24    | 25 a 29 | 4     |
| 12    | 20 a 24 | 16    |
| 36    | 15 a 19 | 32    |
| 40    | 10 a 14 | 44    |
| 36    | 5 a 9   | 20    |
| 28    | 0 a 4   | 16    |

## Economia
El 2007 la població en edat de treballar era de 704 persones, 485 eren actives i 219 eren inactives. De les 485 persones actives 428 estaven ocupades (239 homes i 189 dones) i 57 estaven aturades (25 homes i 32 dones). De les 219 persones inactives 80 estaven jubilades, 53 estaven estudiant i 86 estaven classificades com a «altres inactius».

### Ingressos
El 2009 a Désaignes hi havia 474 unitats fiscals que integraven 1.112,5 persones, la mediana anual d'ingressos fiscals per persona era de 12.650 €.

### Activitats econòmiques
Dels 42 establiments que hi havia el 2007, 2 eren d'empreses extractives, 3 d'empreses alimentàries, 3 d'empreses de fabricació d'altres productes industrials, 10 d'empreses de construcció, 5 d'empreses de comerç i reparació d'automòbils, 2 d'empreses de transport, 7 d'empreses d'hostatgeria i restauració, 1 d'una empresa immobiliària, 5 d'empreses de serveis, 2 d'entitats de l'administració pública i 2 d'empreses classificades com a «altres activitats de serveis».
Dels 18 establiments de servei als particulars que hi havia el 2009, 1 era una oficina de correu, 1 taller de reparació d'automòbils i de material agrícola, 3 paletes, 2 guixaires pintors, 2 fusteries, 3 lampisteries, 1 electricista, 1 perruqueria, 3 restaurants i 1 saló de bellesa.
Dels 3 establiments comercials que hi havia el 2009, 1 era una botiga de més de 120 m², 1 una botiga de menys de 120 m² i 1 una fleca.
L'any 2000 a Désaignes hi havia 61 explotacions agrícoles que ocupaven un total de 756 hectàrees.

## Equipaments sanitaris i escolars
El 2009 hi havia 2 escoles elementals.

## Poblacions més properes
El següent diagrama mostra les poblacions més properes.